# 自動販売機調整技能士
自動販売機調整技能士（じどうはんばいきちょうせいぎのうし）とは、国家資格である技能検定制度の一種で、都道府県職業能力開発協会（問題作成等は中央職業能力開発協会）が実施する、自動販売機調整に関する学科及び実技試験に合格した者をいう。

## 概要
自動販売機の調整に必要な技能を認定する国家資格である。
等級には、特級及び1級～2級まであり、特級は管理者または監督者が通常有すべき技能の程度、1級～2級はそれぞれ上級技能者、中級技能者が通常有すべき技能の程度と位置づけられている。
なお職業能力開発促進法により、自動販売機調整技能士資格を持っていないものが自動販売機調整技能士と称することは禁じられている（名称独占資格）。

## 実技作業試験内容（自動販売機調整作業）
- 1級

1. キャビネット部、搬出装置部及び制御装置部(部品を5V電源プリント配線板及びキーボードプリント配線板に組み込む)を組立て、自動販売機が正しく動作するように調整する。
2. 当日配布される設定データ一覧をキーボードを使用して入力する。
3. 検査成績表の作成を行う。

試験時間＝2時間50分
- 2級

1. キャビネット部、搬出装置部及び制御装置部(部品をキーボードプリント配線板に組み込む)を組立て、自動販売機が正しく動作するように調整する。
2. 当日配布される設定データ一覧をキーボードを使用して入力する。
3. 検査成績表の作成を行う。

試験時間＝2時間40分